# كليات في علم الرجال
كليّات في علم الرجال لمؤلفهِ جعفر بن محمد حسين السبحاني (1930م) من اهم كتب الرجال عند الشيعة

## سبب التأليف
بين المؤلف في مقدمة الكتاب سبب التأليف حيث قال: «وإحساسا بأهمية هذا العلم في الدراسات الاسلامية، طلبت مني " لجنة إدارة الحوزة العلمية بقم المقدسة "، إلقاء سلسلة منتظمة من المحاضرات على طلاب الحوزة العلمية المباركة لتكون مقدمة لمرحلة التخصص فاستجبت لهذا الطلب، ووفقنا الله لالقاء هذه المحاضرات التي تشتمل على قواعد وكليات من هذا العلم، لا غنى للمستنبط عن الوقوف عليها، وقد استخرجناها عما ذكره أساطين الفن في مقدمات الكتب الرجالية أو خواتيمها، وهم بين موجز في القول، ومفصل ومسهب في الكلام شكر الله مساعيهم».

## موضوع الكتاب
يدور الكتاب عن علم الرجال وموضوعهُ عبارة عن رواة الحديث الواقعين في طريقه، فبما أنّ كلّ علم يبحث فيه عن عوارض موضوع معيّن وحالاته الطارئة عليه، ففي المقام يبحث عن أحوال الرواة من حيث دخالتها في اعتبار قولهم وعدمه، أمّا حالاتهم الأُخرى التي ليست لها دخالة في قبول قولهم فهو خارج عن هذا العلم، فالبحث في هذا العلم إنَّما هو عن اتّصاف الراوي بكونه ثقة وضابطاً أو عدلاً أو غير ذلك من الأحوال العارضة للموضوع، أمّا الأحوال الأُخرى ككونه تاجراً أو شاعراً أو غير ذلك من الأحوال التي لا دخالة لها في قبول حديثهم فهي خارجة عن هذا العلم.

## فصول الكتاب
الفصل الأول | يتطرق المصنف في الفصل الأول من الكتاب إلى موضوع علم الرجال وموضوعه عبارة عن رواة الحديث الواقعين في طريقه، فبما أنّ كلّ علم يبحث فيه عن عوارض موضوع معيّن وحالاته الطارئة عليه، ففي المقام يبحث عن أحوال الرواة من حيث دخالتها في اعتبار قولهم وعدمه، أمّا حالاتهم الأُخرى التي ليست لها دخالة في قبول قولهم فهو خارج عن هذا العلم، فالبحث في هذا العلم إنَّما هو عن اتّصاف الراوي بكونه ثقة وضابطاً أو عدلاً أو غير ذلك من الأحوال العارضة للموضوع، أمّا الأحوال الأُخرى ككونه تاجراً أو شاعراً أو غير ذلك من الأحوال التي لا دخالة لها في قبول حديثهم فهي خارجة عن هذا العلم.
الفصل الثاني | ثم يعرج المؤلف إلى الحاجة لعلم الرجال ويناقش بعض ادلة النافين لهذا العلم.
الفصل الثالث | يستعرض لنا المؤلف في هذا الفصل اهم المصادر الرجالية عند الشيعة الامامية «رجال الغضائري» «رجال الطوسي» «فهرست الطوسي» «رجال البرقي» «رجال الكشي» «خلاصة الاقوال».
الفصل الرابع | في هذا الفصل يستعرض المصنف المصادر الثانوية لعلم الرجال مثل فهرست الشيخ منتجب الدين ومعالم العلماء وخلاصة الاقوال ورجال ابن داود.
الفصل الخامس | ثم يشرع المصنف إلى الخوض في التوثيقات الخاصة في الرواي وهي اما من المعصومين أو نص احد الأعلام المتقدمين أو المتأخرين أو المدح الكاشف عن حسن الظاهر.
الفصل السادس | يتحدث المصنف عن التوثيقات العامة ومشايخ الاجماع وعددهم.
الفصل السابع | ينتقل المحدث للخوض في الكتب الاربعة مثل الكافي والمدائح الواردة حول المؤلف من لا يحضره الفقيه والاستبصار وتهذيب الاحكام ويقدم دراسة حول الكتب الاربعة وتوثيقاتها.
الفصل الثامن | يتحكث عن بعض الفرق مثل الناووسية الكيسانية والزيدية والسليمانية والاسماعيلية والواقفة والخطابية والغلاة.

## انظر أيضًَا
- معجم رجال الحديث
- رجال الكشي
- رجال الطوسي